# Adriano de las Cortes
Adriano de las Cortes (1578, Tauste -6 de mayo de 1629, Manila) fue un jesuita español. Entró a formar parte de la Compañía de Jesús en 1596 y estudió artes y un año de teología en Barcelona en 1602. En 1604 partió a Filipinas pasando por la Nueva España. Tres años más tarde viajó a las islas de los Visayas donde ejerció la labor de misionero.     
En enero de 1625 partió de Manila a Macao con motivo de una misión diplomática a bordo del galeón Nuestra Señora de Guía junto con una tripulación de más de cien personas. Debido a una tempestad, el barco naufragó en las costas de Cantón y los chinos capturaron a los supervivientes. Después de año y medio de cautividad en China, consiguió regresar a Manila y escribió la relación del viaje, naufragio y cautiverio que padeció en el Reino de la Gran China. El manuscrito de Adriano de las Cortes, ilustrado con dibujos elaborados por un pintor chino establecido en Manila, se conserva el la biblioteca del Museo Británico, tratándose de una de las obras más originales escritas en lengua española sobre China durante el siglo XVII.
James, Gregory (Traducteur). Trials in China. The account by Adriano de las Cortes SJ of his captivity in Fukien and Canton in 1625. Hong Kong: Bayview Educational, 2023. ISBN 978-9-8812-6863-1.
- Datos: Q51881454